# Terralonus shaferi
Terralonus shaferi är en spindelart som först beskrevs av Gertsch, Riechert 1976.  Terralonus shaferi ingår i släktet Terralonus och familjen hoppspindlar. Inga underarter finns listade i Catalogue of Life.